# Luke Messer
Allen Lucas "Luke" Messer (ur. 27 lutego 1969) – amerykański polityk, członek Partii Republikańskiej i kongresman ze stanu Indiana (w latach 2013-2019).